# Gheorghe Piperea
Gheorghe Piperea (n. 1 martie 1970, Singureni, România) este un avocat și profesor de drept comercial care activează în București, România. În perioada 1994-1996, Piperea a fost judecător la Judecătoria Sectorului 1 din București, iar din 1996 este membru al Baroului București. 
În ultimii ani a fost inițiatorul unor mari procese colective desfășurate în România, fiind cunoscut în special pentru procesele intentate unor bănci comerciale pentru comisioane abuzive introduse în contractele de creditare.

## Studiile
Gheorghe Piperea s-a născut pe 1 martie 1970, la Singureni, Giurgiu, în  Republica Socialistă România. In perioada 1990-1994, a fost student al Facultății de Drept a Universității din București, în anul universitar 1994-1995 urmând, in același timp, cursurile Institutului Național al Magistraturii și cursurile de master în dreptul afacerilor ale aceleiași Facultăți de Drept. Conform unui interviu acordat pentru rtv.ro, în anii studenției visa să trăiască, "la 20 de ani după Revoluție, într-o țară normală, unde meritul și munca sunt apreciate".

### Procesele colective
Conform bursa.ro, în data de 11 iunie 2012 Piperea câștigase 4 procese colective de tip class action (3 cu Erste și unul cu Volksbank), din cele 10 declanșate de el contra băncilor comerciale.
El a obținut și încuviințarea executării silite contra băncilor care au pierdut acele procese colective.

## Cariera politică

### Tentativa de candidatură la președinție în 2009
Piperea a încercat să candideze la alegerile prezidențiale din 2009. Conform comunicatului de presă oficial, după o experiență de câteva luni, a reușit sa strângă 15.000 de semnături, adică mai puțin de 10% din necesarul pentru admiterea unei candidaturi — de 200.000.

### Candidatura pentru parlament, 2012
La alegerile legislative din 2012, Piperea a candidat pentru un loc în Camera Deputaților, în Colegiul 16 din București, aflat în sudul orașului, în sectorul 4, cuprinzând zona Parcurilor Carol I și Tineretului și cartierele vecine.
Piperea nu a reușit să obțină un mandat de parlamentar, primind 6% din voturile din colegiul său și clasându-se pe locul 4 în urma a 3 candidați susținuți politic.